# Горинська сільська рада (Кременецький район)
Го́ринська сільська́ ра́да — адміністративно-територіальна одиниця та орган місцевого самоврядування у Кременецькому районі Тернопільської області. Адміністративний центр — село Горинка.

## Загальні відомості
- Територія ради: 50,2 км²
- Населення ради: 2 452 особи (станом на 2001 рік)

## Населені пункти
Сільській раді були підпорядковані населені пункти:
- с. Горинка
- с. Духів
- с. Кушлин

## Склад ради
Рада складалася з 16 депутатів та голови.
- Голова ради: Бойко Василь Степанович
- Секретар ради: Палямар Зоя Василівна

### Керівний склад попередніх скликань
| Прізвище, ім'я, по батькові   | Основні відомості                                                          | Дата обрання | Дата звільнення |
| ----------------------------- | -------------------------------------------------------------------------- | ------------ | --------------- |
| Кравчун Віталій Володимирович | Сільський голова, 1968 року народження, член Соціалістичної партії України | 26.03.2006   | 31.10.2010      |
| Бойко Василь Степанович       | Сільський голова, 1959 року народження, освіта вища, безпартійний          | 31.10.2010   |                 |

Примітка: таблиця складена за даними сайту Верховної Ради України

### Депутати
За результатами місцевих виборів 2010 року депутатами ради стали:

#### За суб'єктами висування
| Суб'єкт висування | Кількість обраних депутатів | %   |
| ----------------- | --------------------------- | --- |
| Самовисування     | 16                          | 100 |

#### За округами
| № округу | Прізвище, ім'я, по батькові     | Дата визнання обраним | Освіта             | Партійна приналежність             | Відомості про обраного депутата                                                           |
| -------- | ------------------------------- | --------------------- | ------------------ | ---------------------------------- | ----------------------------------------------------------------------------------------- |
| 1        | Карпець Тетяна Євгеніївна       | 02.11.2010            | вища               | позапартійна                       | тимчасово не працює                                                                       |
| 2        | Панчук Людмила Петрівна         | 02.11.2010            | середня спеціальна | позапартійна                       | Кушлинська загальноосвітня школа, бібліотек.                                              |
| 3        | Кравчук Олександр Володимирович | 02.11.2010            | середня            | позапартійний                      | ДНЗ с. Горинка, оператор газ.котел.                                                       |
| 4        | Бойко Марія Петрівна            | 02.11.2010            | вища               | позапартійна                       | Горинська загальноосвітня школа І-ІІІ ст., вчитель, заступник директора з виховної роботи |
| 5        | Панчук Ася Анатоліївна          | 02.11.2010            | вища               | позапартійна                       | Кушлинська загальноосвітня школа І-ІІ ст., вчитель                                        |
| 6        | Панчук Віталій Васильович       | 02.11.2010            | вища               | позапартійний                      | ТОВ «Біо-Лан», охоронець                                                                  |
| 7        | Панчук Оксана Михайлівна        | 02.11.2010            | вища               | позапартійна                       | ДНЗ с. Горинка, завідувачка ДНЗ                                                           |
| 8        | Шевченко Сергій Пантелейович    | 02.11.2010            | вища               | позапартійний                      | Горинська загальноосвітня школа І-ІІІ ст., вчитель                                        |
| 9        | Марценюк Олександр Іванович     | 02.11.2010            | вища               | позапартійний                      | ТОВ «Біо-Лан», водій                                                                      |
| 10       | Касіян Оксана Петрівна          | 02.11.2010            | середня            | позапартійна                       | Горинська с/р, касир                                                                      |
| 11       | Палямар Зоя Василівна           | 02.11.2010            | середня спеціальна | позапартійна                       | Горинська с/р, секретар                                                                   |
| 12       | Горошко Микола Григорович       | 02.11.2010            | середня спеціальна | член Соціалістичної партії України | БК с. Кушлин, завідуюч.                                                                   |
| 13       | Мазур Тетяна Володимирівна      | 02.11.2010            | середня спеціальна | позапартійна                       | Горинська с/р, діловод                                                                    |
| 14       | Марценюк Катерина Іванівна      | 02.05.2011            | середня спеціальна | позапартійний                      | фельдшерсько-акушерський пункт, фельдшер                                                  |
| 15       | Прокоп'юк Наталія Михайлівна    | 02.11.2010            | вища               | позапартійна                       | Кременецька РДА, заст. начал.відділу фін.-госп. Забезп.                                   |
| 16       | Богданевич Марія Іларіонівна    | 02.11.2010            | середня            | позапартійна                       | Управ.соц.зах.населення, соц.роб                                                          |